# نادي الفتح موسم 2017–18
شاركَ نادي الفتح في دوري المحترفين السعودي 2017–18 حيثُ خاض 26 مباراةً نجحَ خلالها في حصدِ 36 نقطة وهو ما مكّنه من احتلال المركز الخامس خلفَ نادي الاتفاق الذي حلَّ رابعًا برصيدِ 36 نقطة أيضًا.

## نظرة عامّة
| المنافسة       | أول مباراة       | آخر مباراة          | الدور الافتتاحي | المركز النهائي | السجل | السجل | السجل | السجل | السجل | السجل | السجل | السجل   |
| المنافسة       | أول مباراة       | آخر مباراة          | الدور الافتتاحي | المركز النهائي | لعب   | ف     | ت     | خ     | له    | عليه  | ف.أ.  | الفوز % |
| -------------- | ---------------- | ------------------- | --------------- | -------------- | ----- | ----- | ----- | ----- | ----- | ----- | ----- | ------- |
| دوري المحترفين | 10 آب/أغسطس 2017 | 12 نيسان/أبريل 2018 | الجولة الأولى   | المركز الرابع  | 26    | 8     | 9     | 9     | 34    | 39    | −5    | 030٫77  |
| كأس الملك      | –                | –                   | –               | –              | 0     | 0     | 0     | 0     | 0     | 0     | +0    | —       |
| المجموع        | المجموع          | المجموع             | المجموع         | المجموع        | 26    | 8     | 9     | 9     | 34    | 39    | −5    | 030٫77  |

المصدر: المنافسات

### حصيلة النتائج
| الفريق ╲ الجولة | 1 | 2 | 3 | 4 | 5 | 6 | 7 | 8 | 9 | 10 | 11 | 12 | 13 | 14 | 15 | 16 | 17 | 18 | 19 | 20 | 21 | 22 | 23 | 24 | 25 | 26 |
| --------------- | - | - | - | - | - | - | - | - | - | -- | -- | -- | -- | -- | -- | -- | -- | -- | -- | -- | -- | -- | -- | -- | -- | -- |
| نادي الفتح      | L | L | L | W | D | W | D | D | L | W  | L  | L  | D  | D  | L  | D  | D  | W  | L  | W  | D  | W  | W  | W  | D  | L  |

## دوري المحترفين

### معلومات عامّة
بداية الموسم
كانت بداية الموسم مُخيّبة لآمال نادي الفتح حيثُ تعرض لخسارة قاسيّة على أرضية ملعبه في الجولة الافتتاحيّة أمام التعاون بأربعة أهدافٍ مقابل واحد، كما تعرّض لخسارة قاسية هي الثانيّة على التوالي أمام الأهلي في جدة برباعيّة نظيفة. مسلسل الخسائر وإهدار النّقاط تواصل حينما سقطَ الفتح من جديدٍ على أرضيّه ميدانه أمام الرائد بهدفٍ نظيفٍ وقّعهُ المهاجم عبد الله الدوسري في آخر دقائق المباراة.
أول انتصارٍ حقّقه الفريق في الدوري كان في الجولة الرابعة حينما انتصر على أحد في المدينة المنورة بهدفين نظيفين قبل أن يقتنص نقطة ثمينة من ميدان الباطن بعد تعادل الفريقين السلبي (0 – 0) ثم فوزه المهمّ على القادسية بـ 2 – 1 على الرغمِ من طرد لاعب الفتح علي الزقعان.
تعادل الفتح على التوالي في الجولتينِ السابعة والثامنة قبل أن يسقطَ على أرضيّة ميدانه أمام الاتحاد بهدفينِ مقابل واحد لكنّه انتفض في الجولة العاشرة حينما سحقَ الفيحاء في المجمعة بثلاثة أهدافٍ مقابل واحد.
أنهى الفتح مبارياتهِ العشرة الأولى في الدوري بثلاث انتصاراتٍ ومثلها من التعادلات وأربعة خسائر (ثلاثة منها على التوالي) ليجمع بذلك 12 نقطة من أصل 30 ممكنة.
منتصف الموسم
استهلَّ الفتح منتصف موسمه بخسارتينِ على التوالي، أولى كانت على أرضه بخماسيّة نظيفة أمامَ الفيصلي وثانيّة أمام النصر بـ 3 - 1. فشل الفتح بعدها في تحقيقِ أيّ فوزٍ حيث تعادل في المبارتينِ اللاحقتين ثمّ خسر في الخامسة أمام الهلال بنفس نتيجة النصر.
واصل الفتح سلسلة نتائجه السلبيّة حيثُ تعادل في مبارتينِ متتاليتين ولم يدق طعم الانتصار إلّا في الجولة التاسعة عشر حينما اكتسح القادسية بأربعة أهداف مقابل واحد قبل أن يعود للخسارة حينما سقطَ أمام الاتفاق في أرضيّة ميدان هذا الأخير بهدفينِ مقابل واحد.
حقَّق الفتح نتائج سيّئة جدًا في منتصف موسم الدوري، فمن أصل 9 جولات (من الجولة الحادية عشر حتى العشرين مع استثناء الجولة 18) حقَّق الفتح انتصارًا وحيدًا بينما خسر أربع مبارياتٍ ومثلها من التعادلات ليحصد 7 نقاطٍ فقط من أصل 27 ممكنة.
نهاية الموسم
نجحَ الفتح في اقتناص ثلاث نقاطٍ ثمينة حينما انتصر على الشباب في ملعب الأمير عبد الله بن جلوي في العاشر من شباط/فبراير 2018 في إطار مباريات الجولة الحادية والعشرين، ثمّ عاد بنقطة ثمينة أخرى من ميدانِ الاتحاد حينما تعادل الفريقين سلبًا في جدة.
انتفاضة الفتح جاءت متأخرة نوعًا ما حيثُ نجحَ في تحقيق ثلاث انتصارتٍ على التوالي في الجولات الأخيرة وهو ما لم يحصل منذ بداية الموسم. أول انتصارٍ للفتح كان على حساب الفيحاء بـ 3 – 2 ثم اكتسحَ الباطن بـ 5 – 2 وهو الذي تعادل معه في مباراة الذهاب، ثمّ فاز على الفيصلي بهدفين نظيفين في ملعبِ هذا الأخير بعدما كان الفيصلي قد سحقَ الفتح ذهابًا بخماسيّة نظيفة.
تعادل الفتح إيجابًا (1 – 1) مع نادي النصر في الجولة ما قبل الأخيرة في الأحساء، لكنّه سقط في الجولة الأخيرة في الرياض أمام الهلال بأربعة أهداف مقابل واحد بعدما كانت مباراة الذهاب قد انتهت بالتعادل السلبي.
نجحَ الفتح إذن في تقديم أداءِ جيّدٍ في الشقّ الأخير من الدوري وهو ما مكّنه من احتلال المركز الخامس برصيدِ 36 نقطة مناصفةً مع الاتفاق وعلى بُعد 8 نقاط فقط من النصر صاحب المركز الثالث المؤهّل لتصفيات دوري أبطال آسيا.

### قائمة المباريات
جدول الترتيب
هذا جدول ترتيب الدوري موسم 2017–18 ويظهرُ فيه نادي الفتح في المركز الخامس برصيدِ 36 نقطة وعلى بُعد 20 نقطة كاملة من متصدر وفائز الدوري نادي الهلال.
قائمة المباريات
هذه قائمةٌ بكلّ مباريات نادي الفتح في دوري المحترفين السعودي موسم 2017–18:
| 10 أغسطس 2017 1 | الفتح                                                                | 1 – 4 | التعاون                                                                                           | الأحساء                              |
| 16:00           | 45³' ماجد هزازي · 61' نوح الموسى · 81' نوح الموسى · 87' أحمد المبارك |       | 20' مصطفى فتحي · 57' سيدريك أميسي · 59' عبد المجيد عبد الله السوات 85' عبد المجيد عبد الله السوات | الملعب: ملعب الأمير عبد الله بن جلوي |

| 17 أغسطس 2017 2 | الأهلي                                                                                         | 4 – 0 | الفتح                                                        | جدة                                   |
| 17:50           | 28' عمر السومة · 37' عبد الله الدوسري (هـ. ع) · 42' إيوانيس فيتفاتزيديس · 69' عبد الله المقرشي |       | 36' عبد الله العمار · 65' محمد الفهيد · 86' عبد الله الدوسري | الملعب: مدينة الملك عبد الله الرياضية |

| 15 سبتمبر 2017 3 | الفتح                             | 0 – 1 | الرائد                                                      | الأحساء                              |
| 15:25            | 37' جواو بيدرو · 90²' علي الزقعان |       | 45²' إيلي سابيا · 66' مراد الرشيدي · 67' دانيال لوبيز أمورا | الملعب: ملعب الأمير عبد الله بن جلوي |

| 22 سبتمبر 2017 4 | أحد           | 0 – 2 | الفتح | المدينة المنورة                        |
| 16:00            | 27' محمد الضو |       | 35' أحمد شراحيلي · 43' علي الزقعان · 45' عبد القادر الوسلاتي · 60' عبد القادر الوسلاتي · 69' عبد القادر الوسلاتي · 90³' نوح الموسى | الملعب: ملعب الأمير محمّد بن عبد العزيز |

| 28 سبتمبر 2017 5 | الباطن | 0 – 0 | الفتح                                   | حفر الباطن               |
| 15:30            |        |       | 63' ساندرو مانويل · 70' عبد الله العمار | الملعب: ملعب نادي الباطن |

| 13 أكتوبر 2017 6 | الفتح | 2 – 1 | القادسية                                                                    | الأحساء                              |
| 14:55            | 38' نوح الموسى · 45' علي الزقعان · 51' عبر العزيز مقرشي · 54' محمد الفهيد · 56' جواو بيدرو 70' علي الزقعان · 80' علي الزقعان |       | 45' بيسمارك · 50' حسن العمري · 64' ستانلي أوهاويتشي · 90³' ستانلي أوهاويتشي | الملعب: ملعب الأمير عبد الله بن جلوي |

| 20 أكتوبر 2017 7 | الفتح                                                     | 1 – 1 | الاتفاق                                      | الأحساء                              |
| 14:50            | 37' عبد العزيز المقرشي · 45²' محمد الفهيد · ساندرو مانويل |       | 28' الخيري · 37' فيليب كيس · 86' هزاع الهزاع | الملعب: ملعب الأمير عبد الله بن جلوي |

| 17 أكتوبر 2018 8 | الشباب                        | 1 – 1 | الفتح                                               | الرياض                          |
| 15:00            | 70' محمد سالم · 79' محمّد سالم |       | 45²' جواو بيدرو · 70' علي المزيدي · 88' سايث ساكالا | الملعب: ملعب الأمير فيصل بن فهد |

| 01 نوفمبر 2017 9 | الفتح                                               | 1 – 2 | الاتحاد                                               | الأحساء                              |
| 15:45            | 48' ساندرو مانويل · 76' حمد الجهيم · 81' حمد الجهيم |       | 40' أحمد العكايشي · 53' أحمد العكايشي · 90³' عوض خريص | الملعب: ملعب الأمير عبد الله بن جلوي |

| 18 نوفمبر 2017 10 | الفيحاء           | 1 – 3 | الفتح                                                              | المجمعة                        |
| 13:50             | 20' روني فرنانديز |       | 3' جواو بيدرو · 14' سايث ساكالا · 60' سايث ساكالا · 81' حمد الجهيم | الملعب: مدينة المجمعة الرياضية |

| 25 نوفمبر 2017 11 | الفتح                                                        | 0 – 5 | الفيصلي | الأحساء                              |
| 13:30             | 44' أحمد شراحيلي · 64' ساندرو مانويل · 71' محمد علي اليعقوبي |       | 24' إسلام سراج · 64' روجيريو كوتينيو · 57' إسلام سراج · 70' إسلام سراج · 71' لويزينيو · 77' روجيريو كوتينيو · 89' تينداي ندورو | الملعب: ملعب الأمير عبد الله بن جلوي |

| 29 نوفمبر 2017 12 | النصر                                               | 3 – 1 | الفتح                                           | الرياض                        |
| 15:40             | 27' برونو أوفيني · 35' حسن الراهب · 77' وليام جيبور |       | 24' محمّد أمان · 35' محمد الفهيد · 51' محمد أمان | الملعب: ملعب الملك فهد الدولي |

| 10 ديسمبر 2017 13 | الفتح                                                                    | 0 – 0 | الهلال                                                | الأحساء                              |
| 15:40             | 50' جواو بيدرو · 79' حمد الجهيم · 90²' عبد الله العمار · 90³' ماجد هزازي |       | 71' سالم الدوسري · 80' مجاهد المانع · 89' سلمان الفرج | الملعب: ملعب الأمير عبد الله بن جلوي |

| 16 ديسمبر 2017 14 | التعاون             | 0 – 0 | الفتح                                                         | بريدة                                 |
| 11:15             | 28' إبراهيم الزبيدي |       | 56' عبد الله الدوسري · 81' علي المزيدي · 83' عبد العزيز مجرشي | الملعب: مدينة الملك عبد الله الرياضية |

| 23 ديسمبر 2017 15 | الفتح                                     | 1 – 3 | الأهلي | الأحساء                              |
| 15:45             | 18' عبد القادر الوسلاتي · 56' محمد الفهيد |       | 9' إيوانيس فيتفاتزيديس · 12' حسين المقهوي · 21' عبد الفتاح عسيري · 31' عبد الفتاح عسيري · 38' عبد الفتاح عسيري · 65' غودفري أوبوابونا · 86' أمير كردي | الملعب: ملعب الأمير عبد الله بن جلوي |

| 28 ديسمبر 2017 16 | الرائد                                                                           | 2 – 2 | الفتح                                                          | بريدة                                 |
| 11:20             | 41' حسين الشويش · 44' قاسم عبد الله · 45³' دانيال لوبيز أمورا · 76' مراد الرشيدي |       | 10' عبد الله اليوسف · 19' عبد القادر الوسلاتي · 82' جواو بيدرو | الملعب: مدينة الملك عبد الله الرياضية |

| 11 يناير 2018 17 | الفتح | 0 – 0 | أحد                               | الأحساء                              |
| 11:10            |       |       | 36' عمر محمّد · 78' محمد بولعويدات | الملعب: ملعب الأمير عبد الله بن جلوي |

| 29 يناير 2018 19 | القادسية                                             | 1 – 4 | الفتح | الخبر                                      |
| 14:00            | 66' محمد فاتاو · 81' باولو سيرجيو · 89' ياسين برناوي |       | 17' محمد الفهيد · 22' جواو بيدرو · 26' باولو سيرجيو (هـ. ع) · 32' علي الزقعان · 57' جواو بيدرو · 85' ماجد هزازي | الملعب: مدينة الأمير سعود بن جلوي الرياضية |

| 03 فبراير 2020 20 | الاتفاق                                                                                      | 2 – 1 | الفتح                                                           | الدمام                          |
| 14:04             | 19' ليبان عبدي · 55' أحمد الشيخ · 73' حامد الغامدي · 85' رايس مبولحي · 87' فخر الدين بن يوسف |       | 5' عبد القادر الوسلاتي · 59' محمد المجحد · 78' عبد الله الدوسري | الملعب: ملعب الأمير محمد بن فهد |

| 10 فبراير 2018 21 | الفتح                                                                              | 1 – 0 | الشباب                                               | الأحساء                              |
| 14:15             | 13' عبد الله الدوسري · 49' عبد القادر الوسلاتي · 81' جواو بيدرو · 90³' علي المزيدي |       | 22' هتان باهبري · 67' فهد زحيم · 90³' عبد الله الفهد | الملعب: ملعب الأمير عبد الله بن جلوي |

| 17 فبراير 2018 22 | الاتحاد          | 0 – 0 | الفتح                                                       | جدة                                   |
| 16:30             | 58' جمال باجندوح |       | 1' عبد الله الدوسري · 12' محمد الفهيد · 72' محمد عبد الشافي | الملعب: مدينة الملك عبد الله الرياضية |

| 01 مارس 2018 23 | الفتح                                                                       | 3 – 2 | الفيحاء                                                                                                  | الأحساء                              |
| 14:25           | 18' جواو بيدرو · 38' نواف الصبحي · 55' ماجد هزازي · 89' عبد القادر الوسلاتي |       | 2' نواف الصبحي · 54' ألكساندروس تزيوليس · 61' جوناثان دافيد غوميز · 70' محمد البقعاوي · 75' سامي الخيبري | الملعب: ملعب الأمير عبد الله بن جلوي |

| 06 مارس 2018 18 | الفتح | 5 – 2 | الباطن                                                   | الأحساء                              |
| 14:25           | 20' إبراهيم الشنيحي · 73' عبد القادر الوسلاتي · 83' عبد القادر الوسلاتي · 85' علي الحسن · 90²' علي الزقعان |       | 2' جويليرم شيتين · 42' جويليرم شيتين · 90' عثمان دياباتي | الملعب: ملعب الأمير عبد الله بن جلوي |

| 10 مارس 2018 24 | الفيصلي                                                                   | 0 – 2 | الفتح                                                             | المجمعة                        |
| 14:45           | 51' روجيرينيو · 60' كاليم هايلاند · 84' لويزينيو · 90²' إيغور روسي برانكو |       | 34' عبد الله الدوسري · 48' سلطان الغنام (هـ .ع) · 72' سايث ساكالا | الملعب: مدينة المجمعة الرياضية |

| 07 أبريل 2018 25 | الفتح                             | 1 – 1 | النصر                        | الأحساء                              |
| 15:40            | 32' محمد الفهيد · 88' علي الزقعان |       | 4' ليوناردو · 54' عمر هوساوي | الملعب: ملعب الأمير عبد الله بن جلوي |

| 12 أبريل 2018 26 | الهلال                                                             | 4 – 1 | الفتح                                                                              | الرياض                         |
| 17:40            | 8' عمر خريبين · 14' عمر خريبين · 36' عمر خريبين · 40' أشرف بن شرقي |       | 7' عبد الله الدوسري · 27' عبد القادر الوسلاتي · 60' ساندرو مانويل · 88' جواو بيدرو | الملعب: استاد جامعة الملك سعود |

### إحصائيات
- سجّل الفتح 34 هدفًا (بمعدل 1.3 في كلّ مباراة) بينما تلقّت شباكه 39 هدفًا (بمعدل هدف ونصف في كل مباراة)
  - سجّل الفتح 17 هدفًا في المباريات التي خاضها على أرضيّة ملعبه بينما تلقَّى 21 هدفًا
  - سجّل الفتح 17 هدفًا أيضًا خارج دياره وتلقَّى في مقابل ذلك 18 هدفًا فقط.
- خسر الفتح ثلاث مباريات على التوالي وجاء ذلك في الجولات الثلاث التي افتتح بها الدوري
  - فاز الفتح في ثلاث مباريات متتاليّة أيضًا وجاء ذلك في أواخر جولات الدوري
- أكبر انتصارٍ حقّقه نادي الفتح في الموسم الكرويّ 2017–18 كان على حسابِ نادي الباطن بـ 5 – 2 في الجولة الثامنة عشر.
  - أكبر خسارة تعرّض لها الفتح في الدوري كانت في الجولة الحادية عشر حينما اكتُسح من قِبل الفيصلي بخماسية نظيفة.